# Ochetostoma palense
Ochetostoma palense is een lepelworm uit de familie Thalassematidae.
De wetenschappelijke naam van de soort werd in 1924 gepubliceerd door Ikeda.